# Luciano Corrêa

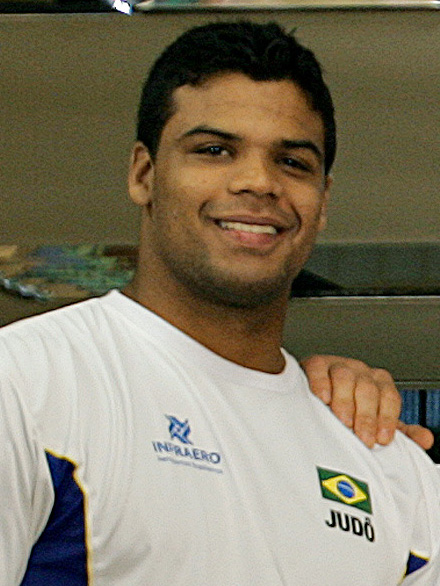
Luciano Corrêa (2005)

Luciano Ribeiro Corrêa (* 25. November 1982 in Brasília) ist ein ehemaliger brasilianischer Judoka. Er war 2007 Weltmeister und 2005 Weltmeisterschaftsdritter.

## Sportliche Karriere
Der 1,89 m große Luciano Corrêa kämpfte im Halbschwergewicht, der Gewichtsklasse bis 100 Kilogramm. 2001 siegte er bei den Panamerikanischen U20-Meisterschaften. 2002 war er Südamerikameister und Dritter der Panamerika-Meisterschaften. 2003 startete er bei der Universiade in Jeju sowohl im Halbschwergewicht als auch in der offenen Klasse und gewann zwei Bronzemedaillen. 2005 siegte er bei den Panamerika-Meisterschaften. Bei den Weltmeisterschaften 2005 in Kairo bezwang er im Viertelfinale den Italiener Gianluca Giaccaglia und verlor im Halbfinale gegen den Japaner Keiji Suzuki. Den Kampf um Bronze gewann er gegen den Iraner Fallah Abbas. 2006 siegte Corrêa bei den brasilianischen Meisterschaften. Im Juli 2007 unterlag er bei den Panamerikanischen Spielen in Rio de Janeiro im Halbfinale dem Kubaner Oreidis Despaigne, im Kampf um Bronze besiegte er den Venezolaner Albenis Rosales. Bei den Weltmeisterschaften 2007, die zwei Monate nach den Panamerikanischen Spielen ebenfalls in Rio de Janeiro ausgetragen wurden, bezwang er im Halbfinale den Ungarn Dániel Hadfi und im Finale den Briten Peter Cousins. Bei den Olympischen Spielen 2008 in Peking unterlag er in der ersten Runde dem Niederländer Henk Grol. Nach einem Sieg in der Hoffnungsrunde gegen den Israeli Ariel Zeevi schied Corrêa gegen den Polen Przemysław Matyjaszek aus.
2009 belegte Luciano Corrêa bei den Panamerikanischen Meisterschaften den dritten Platz im Halbschwergewicht, gewann aber den Titel in der offenen Klasse. Bei den Weltmeisterschaften 2009 in Rotterdam schied er im Achtelfinale gegen den Mongolen Temuulen Battulga aus. 2010 siegte er beim Grand-Slam-Turnier in Moskau. Im Juli 2011 gewann er bei den Militärweltspielen sowohl im Einzelwettbewerb als auch im Teamwettbewerb. Drei Monate später bei den Panamerikanischen Spielen in Guadalajara bezwang er im Finale Oreidis Despaigne. Bei den Olympischen Spielen 2012 in London gewann er gegen Oumar Koné aus Mali und schied dann gegen Henk Grol aus, gegen den er zum zweiten Mal bei Olympischen Spielen verlor.
2013 siegte Luciano Corrêa bei den Südamerika-Meisterschaften, war Dritter der Panamerika-Meisterschaften und Zweiter der Militärweltmeisterschaften. Im Jahr darauf gewann er Silber bei den Panamerika-Meisterschaften. Im April 2015 unterlag er im Finale der panamerikanischen Meisterschaften dem Kubaner José Armenteros. Drei Monate später siegte er im Finale bei den Panamerikanischen Spielen in Toronto gegen den Kanadier Marc Deschenes. 2016 gewann er noch einmal Bronze bei den Panamerika-Meisterschaften. Für die Olympischen Spiele 2016 in Rio de Janeiro wurde Luciano Corrêa nicht nominiert, im Halbschwergewicht trat Rafael Buzacarini für Brasilien an.